# Paraegle tessellata
Paraegle tessellata là một loài bướm đêm trong họ Noctuidae.